# История Сочи

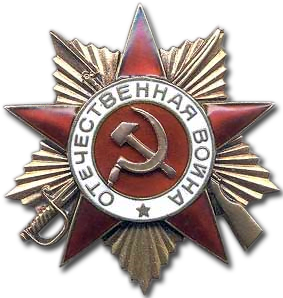
Орден Отечественной войны I степени, которым наградили город-госпиталь

Исто́рия Со́чи

## Первобытно-общинный строй
Древнейшие следы обитания человека в окрестностях Сочи позволяют предполагать, что первые люди появились здесь 40—35 тысяч лет назад. По всей вероятности, они проникли сюда через Колхиду из Малой Азии. Стоянки того времени обнаружены в Ахштырской, Малой Воронцовской, Первой и Второй Хостинской пещерах, Ацинской пещере.

## Античность
Первые документальные свидетельства о жителях и хозяйственном облике района, занимаемого современным Сочи, можно встретить в трудах таких античных авторов, как Геродот, Аристотель, Страбон, Дионисий и др. Античные источники свидетельствуют о том, что в IV—I вв. до н. э. этот район Причерноморья был заселён конгломератом племён, известных под общим названием «гениохи».

## Средневековье
Подлинный расцвет культуры и хозяйственной деятельности населения, заселявшего территорию Сочи, исследователи относят к периоду раннего Средневековья — VII—X вв. В этот период были возведены десятки крепостей, храмов и городищ, некоторые из них неплохо сохранились до настоящего времени. Остатки крепостей можно увидеть в Хосте, Красной Поляне, Аибге и др. местах. К их характерным особенностям можно отнести наличие башен на крепостных стенах, позволявших вести перекрёстный обстрел нападающих. Размещение крепостей тщательно продумывалось применительно к рельефу местности.
Название «Сочи» — реки и селения (см.: рус. Сочи ранее также Соча, адыг. Шъачэ, абх. Шәача, убых. Шьача) — по одной из версий, является адаптированной русским языком форма местного абхазо-адыгского (убыхского) топонима «Шаша» или «Саша», происходящего от старинного кавказского мужского имени. Имя Шаша упоминается в адыгском предании как о родоначальнике кабардинских князей Инале. В одном из текстов предания говорится, что его мать была из приморского абазинского рода Аше, а жена — абазинской княжной из рода Шаше. У современных адыгов встречается фамилия Шашевы (Шаше).

## В составе Российской империи

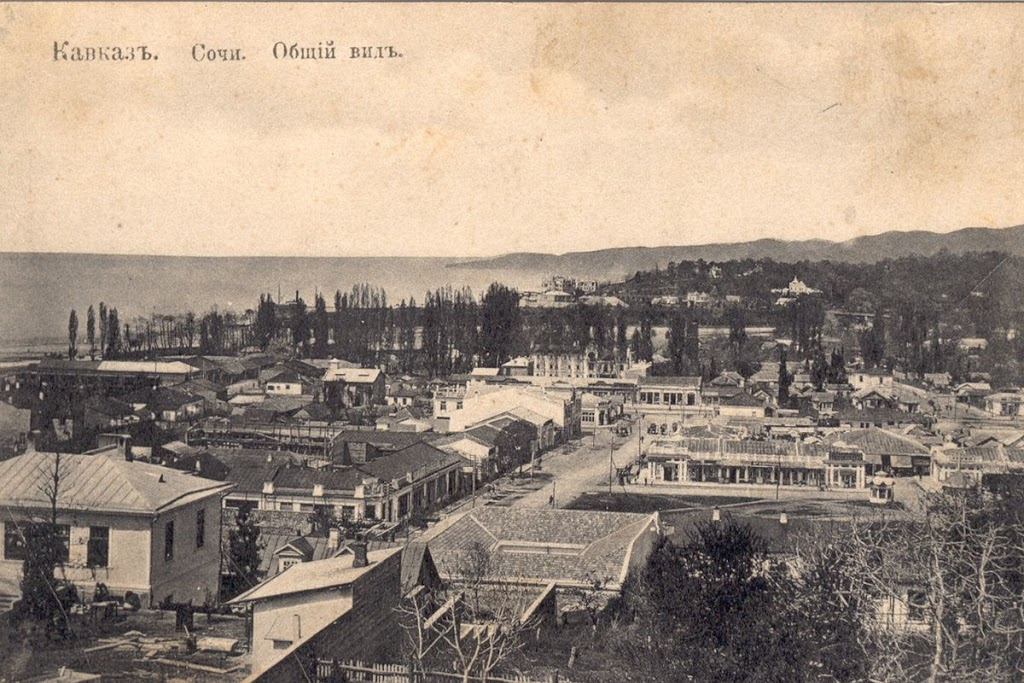
Вид на центр Сочи в начале XX века

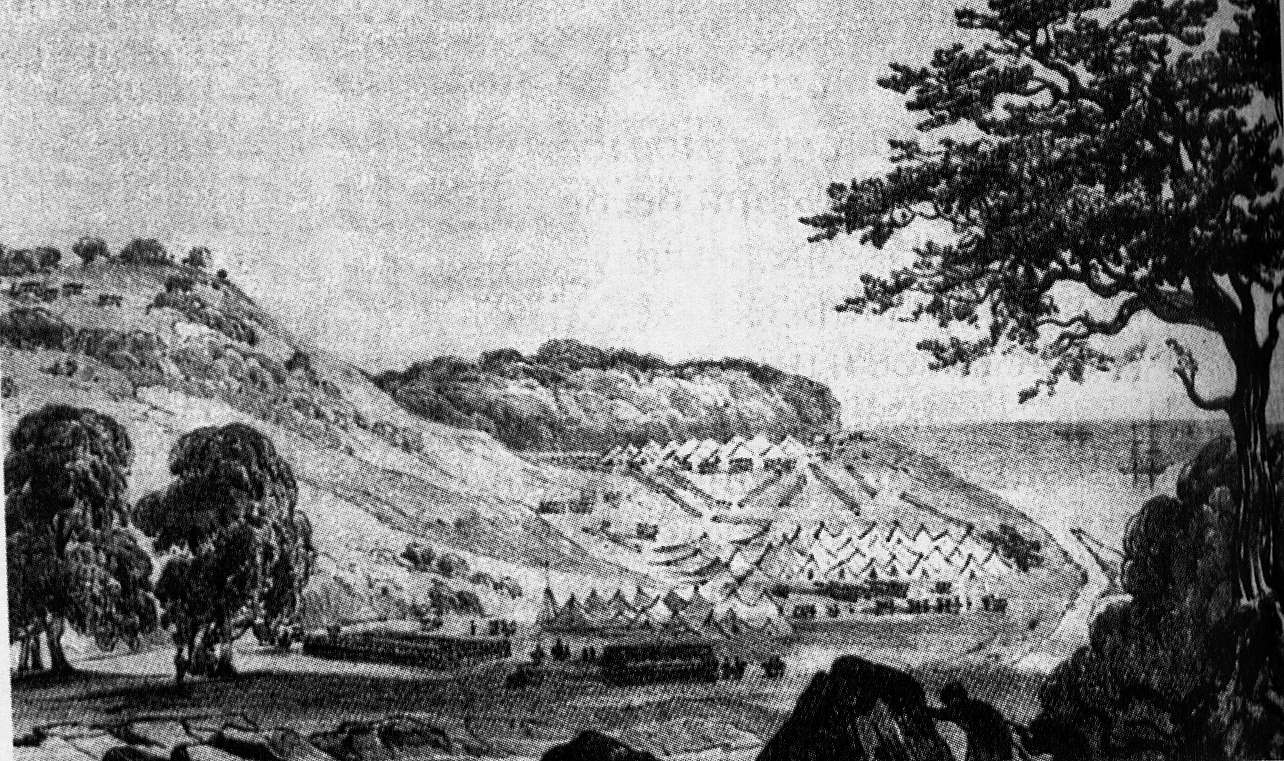
Лагерь русских войск после высадки десанта в устье реки Сочи. 13 апреля 1838

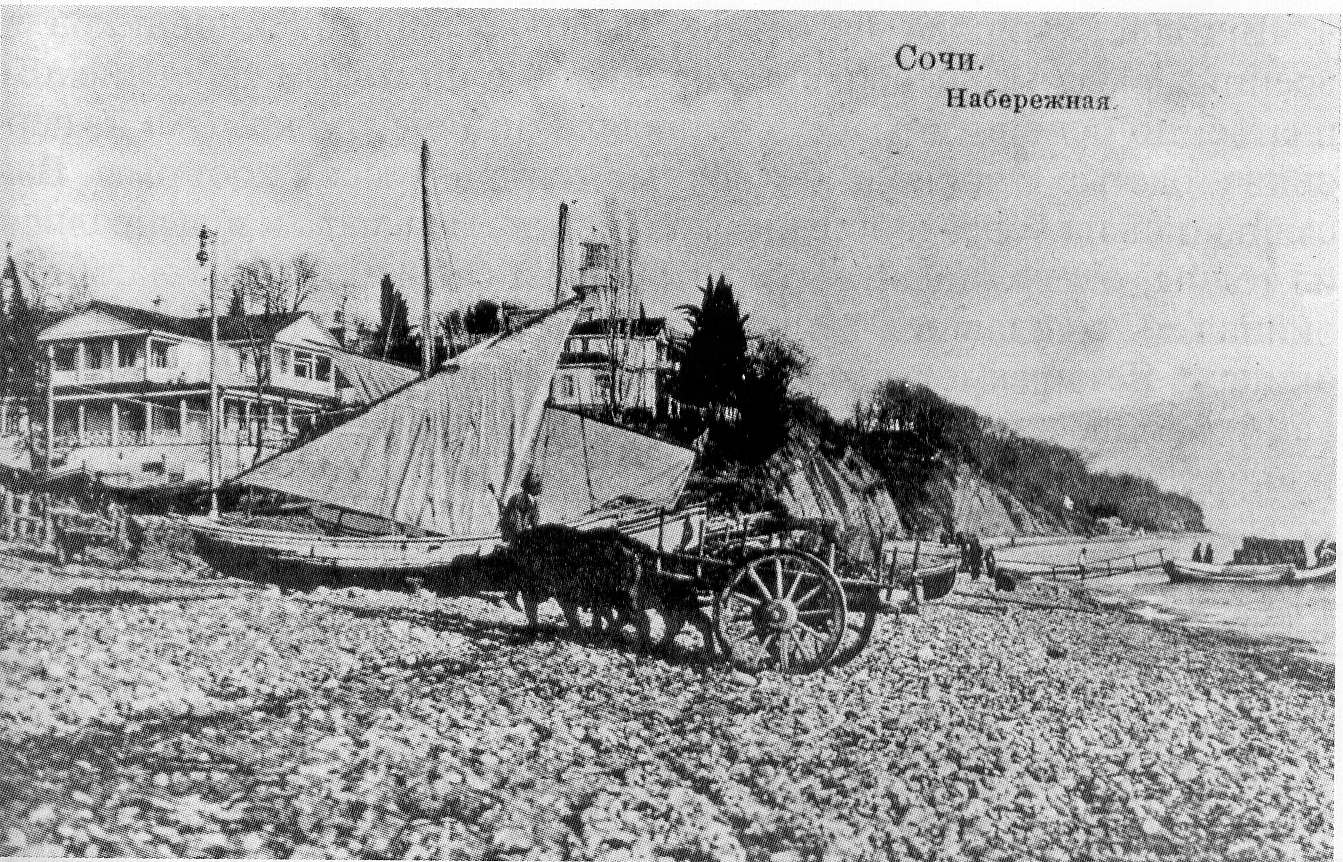
Вид набережной и маяка в Сочи. 1910-е

Вид на Сочи с горы Батарейка. Фото С. М. Прокудина-Горского, апрель 1912.

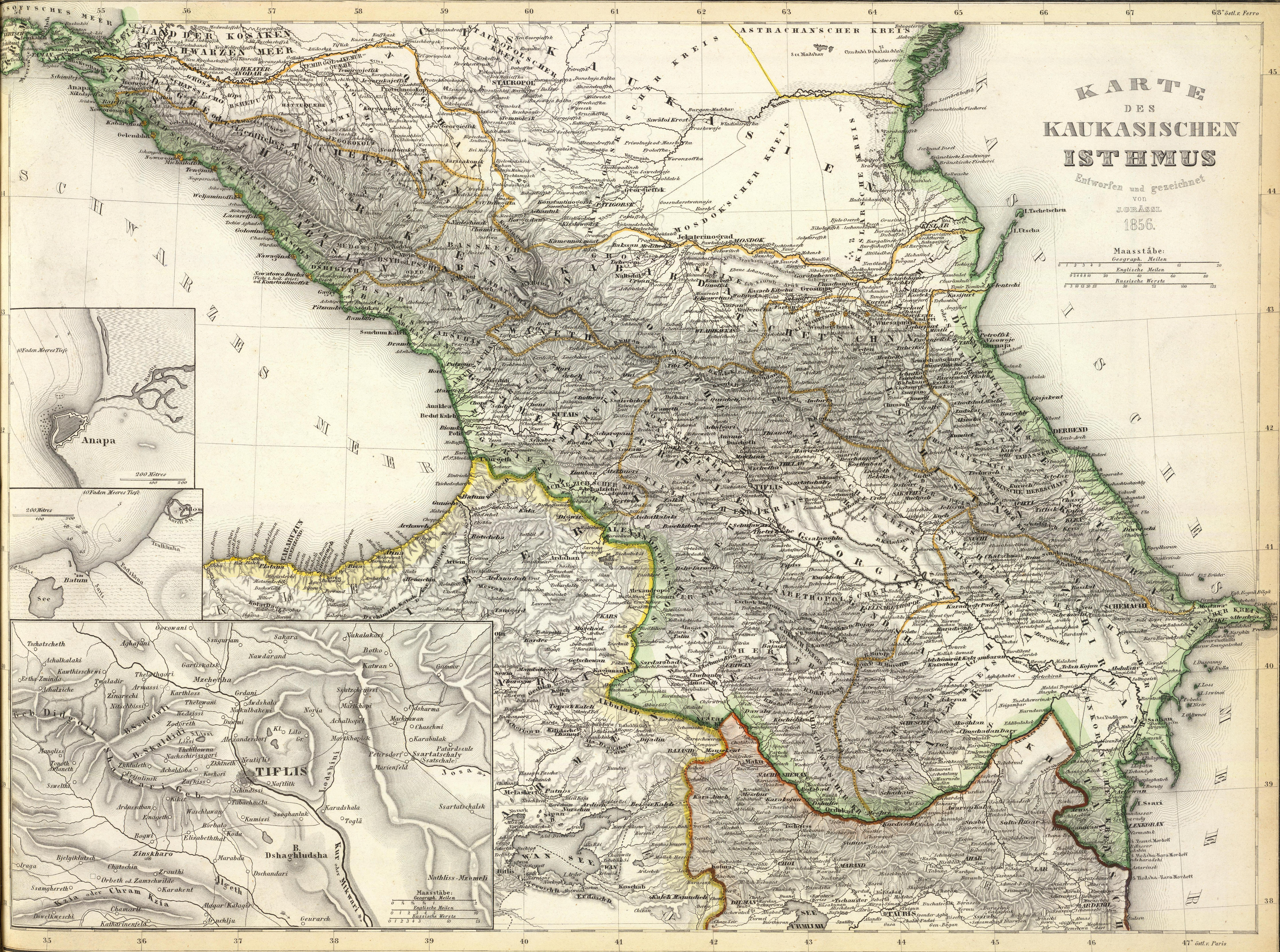
Karte des Kaukasischen Isthmus. Entworfen und gezeichnet von J. Grassl, 1856.

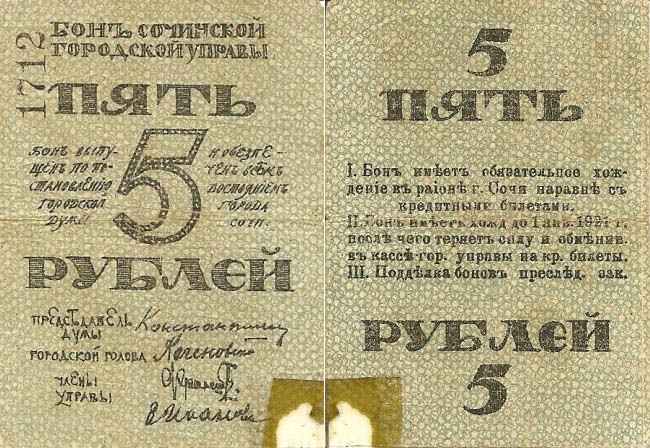
Бон 5 рублей Городской управы Сочи 1920-х гг.

Впервые Сочи встречается в записях турецкого путешественника и государственного деятеля Эвлия Челеби, побывавшего на Черноморском побережье Кавказа в 1641. Однако это название приводится как наименование гор, а не населённого пункта.
На русской карте Чёрного моря 1723 года на месте современного Сочи обозначена деревня Сучи. С учётом того, что названия местных населённых пунктов записывались на слух со слов толмача и при этом зачастую искажались, то «Сучи» можно считать идентичным «Сочи».
В конце XVIII века Россия настойчиво стремилась к прочному утверждению на берегах Азовского и Чёрного морей. Это открывало ей возможности к кратчайшим морским торговым связям с государствами Ближнего Востока и Южной Европы.

### Основание российских фортов

Генерал-майор А. М. Симборский, основатель форта Александрия

13 апреля 1838 эскадра российского Черноморского флота под командованием контр-адмирала Артюхова высадила в устье реки Сочи десант генерал-майора А. М. Симборского, который занял расположенное здесь урочище и господствующую высоту, впоследствии названную Батарейка.
В журнале А. М. Симборского была зафиксирована совершенно точная дата — 21 апреля 1838 года — о закладке в этой местности форта Александрия, позже названного в честь императрицы Александры Фёдоровны.

## В составе Российской империи
16 июля 1867 года в Сочи открылся Черноморский окружной суд.

## Между двумя революциями
С 28 декабря 1905 года по 5 января 1906 года на территории современного города Сочи как политическое образование и рабоче-крестьянское самоуправление существовала Сочинская республика.
31 июля 1917 года постановлением Особого Закавказского Комитета (Тифлис) присоединены к Сочи земельные участки общей площадью до 762 десятин, а именно урочище Катково-Леонтьевское, Хлудовские дачные участки, земля Костаревой, Толоконниковой, Верещагиных и др. Подписал постановление Председатель Закавказского комиссариата Е. П. Гегечкори. Такой прирост площади позволил посаду Сочи получить статус города.

## Советское строительство

Купоны времён продовольственного кризиса 1990—1991 гг.

Талоны времён продовольственного кризиса 1990—1991 гг.

Определённым этапом в развитии Сочи было придание ему 26 мая 1925 статуса курорта, имеющего общегосударственное значение. В 1933 под руководством архитектора Н.Несиса была закончена разработка и принят к реализации первый генеральный план реконструкции курорта Сочи-Мацеста, охватывающий период до 25 лет. Город был объявлен ударной стройкой. Для руководства ею было создано специальное управление уполномоченного ЦИК СССР. В формировании архитектурного облика города-курорта приняли участие прославленные зодчие, в том числе братья А. А. и Л. А. Веснины, В. А. Щуко, И. В. Жолтовский, А. В. Щусев, К. Н. Чернопятов, Н. А. Гаврилов, П. П. Еськов, И. С. Кузнецов, М. И. Мержанов и др.
10 августа 1934 года Президиум ВЦИК постановил Навагинский сельсовет полностью, а также Мацестинский и Хостинский поселковые советы подчинить Сочинскому горсовет
В настоящее время Сочи — город краевого подчинения. С 27 августа 1948 года по 3 июня 1958 года был подобно Москве, Ленинграду, Киеву и Севастополю городом республиканского подчинения.

## Современность
В 2014 году прошли Зимние Олимпийские игры. В 2018 году прошли некоторые матчи Чемпионата мира по футболу.
11 января 2025 года в Сочи было 2 землетрясения  .